# John Napier
John Napier de Merchistoun (n. 1 februarie 1550, Merchiston Tower⁠(d), Scoția, Regatul Unit – d. 4 aprilie 1617, Edinburgh, Regatul Scoției) a fost un matematician, fizician și astronom scoțian, fiu al lui Sir Archibald Napier de Merchiston. Este creditat ca inventator al logaritmilor, și pentru popularizarea folosirii separatorului zecimal pentru numerele fracționare. 
Locul de naștere al lui Napier, Turnul Merchiston din Edinburgh, Scoția, face acum parte din Universitatea Napier. După ce a murit de gută, Napier a fost înmormântat în Biserica St Cuthbert din Edinburgh.
Din 1594 a proiect arme secrete.